# ミート・ザ・ペアレンツ
『ミート・ザ・ペアレンツ』（原題: Meet the Parents）は、2000年のアメリカのコメディ映画。続編に『ミート・ザ・ペアレンツ2』があり、コメディ映画では世界で最高の興行収入額を記録した。監督・製作はジェイ・ローチ、主演はロバート・デ・ニーロ、ベン・スティラー。

## ストーリー
シカゴに住むグレッグ・フォッカーは、恋人のパムとの結婚を許してもらうため彼女の両親が住むニューヨークに向かうが、彼女の父親のジャックは手強い相手だった。

## キャスト
ジャック・バーンズ
演 - ロバート・デ・ニーロ、日本語吹替 - 樋浦勉
パムの父。元CIA。疑い深い性格で、グレッグに対して冷たく当たる。飼い猫の「ジンクス」を溺愛している。
ゲイロード“グレッグ”・フォッカー
演 - ベン・スティラー、日本語吹替 - 平田広明
パムの恋人。男性看護師。なんとかジャックに気に入られようと奮闘する。名前が発音しにくいのか、バーンズ一家からは「ファッカー」と呼ばれる。
パメラ“パム”・バーンズ
演 - テリー・ポロ、日本語吹替 - 佐々木優子
グレッグの恋人。小学校教師。グレッグのことを心から愛している。
ディナ・バーンズ
演 - ブライス・ダナー、日本語吹替 - 野沢雅子
パムの母。夫とは違い、グレッグに対しても好意的。
デボラ“デビー”・バーンズ
演 - ニコル・デハッフ
パムの妹。結婚を間近に控えている。
デニー・バーンズ
演 - ジョン・エイブラハムズ、日本語吹替 - 草尾毅
パムの弟。実は隠れてマリファナを愛用している。
ケヴィン・ローリー
演 - オーウェン・ウィルソン、日本語吹替 - 横堀悦夫
パムの元フィアンセ。資産家で大工仕事が趣味。まだパムに対して未練がある。
ロバート“ボブ”・バンクス
演 - トーマス・マッカーシー
デビーのフィアンセ。医師。
ラリー・バンクス
演 - ジェームズ・レブホーン、日本語吹替 - 佐々木敏
ボブの父。有名な医師。皮肉家。
リンダ・バンクス
演 - フィリス・ジョージ
ボブの母。